# KaZantip

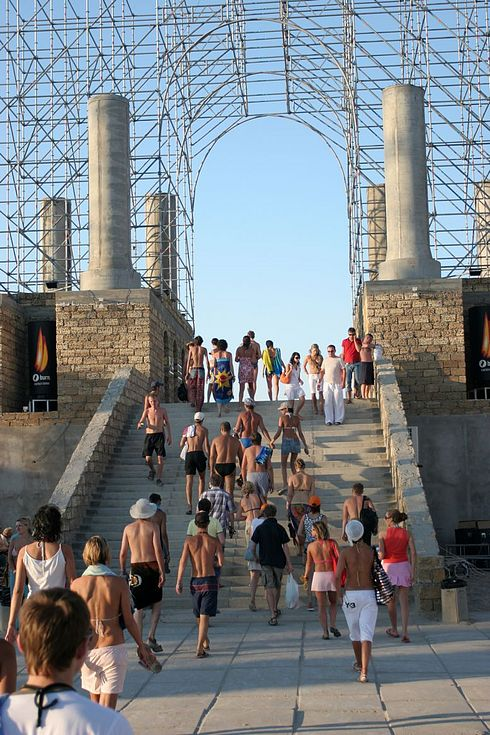
Eingang zum Festivalgelände

KaZantip (ukrainisch каЗантип, КаZантип, krimtatarisch QaZantıp) war ein jährlich stattfindendes Festival für elektronische Tanzmusik. Während des Festivals spielten bei jeder Austragung über 300 Discjockeys auf zahlreichen Tanzflächen rund um die Uhr. Jährlich wurde es von 70.000 bis 100.000 jungen Menschen besucht. Kamen anfangs die Besucher zum Großteil aus den Ländern der GUS und den östlichen Mitgliedsstaaten der EU, so zog es in den letzten Jahren auch vermehrt Besucher aus Westeuropa und Nordamerika an.

## Geschichte
Erfinder des Festivals ist Nikita Olegowitsch Marschunok. 1992 organisierte dieser einen Surfwettbewerb auf der Krim, der mit einem Festival abgeschlossen wurde. In den Folgejahren wurde das Festival ausgeweitet und vom eigentlichen Surfwettbewerb losgekoppelt. 1997 bis 1999 fand es einige Kilometer südlich vom Kap Kasantyp, das dem Festival seinen Namen gab, mit rund 10.000 Besuchern in der Bauruine des Kernkraftwerks Krim statt, das nie ans Netz gegangen war. 2000 wurde die Veranstaltung in Wessele durchgeführt. 2001 bis 2013 lag das sechs Hektar große Festivalgelände am Strand des Dorfes Popowka im westlichen Teil der Krim, etwa 28 km westlich von Jewpatorija.
Aufgrund der Annexion der Krim durch Russland konnte das Festival 2014 nicht in Popowka stattfinden. Dies machte einen Ausweichort erforderlich, der im georgischen Anaklia gefunden wurde. Außerdem musste die Veranstaltung auf einen späteren Zeitpunkt als ursprünglich geplant verlegt werden. In Georgien verursachte das Festival Kontroversen, da die georgische orthodoxe Kirche gegen die Veranstaltung protestierte; in der georgischen Tourismusbehörde kam es daraufhin zu Entlassungen. 2015 sollte das Festival ursprünglich im Februar im kambodschanischen Sihanoukville stattfinden, die Veranstaltung wurde jedoch von lokalen Behörden kurzfristig untersagt.

## Republik KaZantip
Das Besondere an dem Festival war seine Organisation als fiktiver Staat: Marschunok gründete die imaginäre „Republik KaZantip“, ernannte sich selbst zum „Präsidenten“, ein paar Freunde zu „Ministern für Sound, gute Laune und Architektur“ und schrieb eine „Verfassung“. Besucher des Festivals bezahlten für ein „Visum“, welches zum mehrmaligen Eintritt berechtigte und sie zu „Bürgern der Republik“ machte.
Viele spätere Bestandteile des Festivals sind zudem durch Beiträge und Diskussionen der Festivalteilnehmer entstanden. Die spezielle Atmosphäre der Veranstaltung war meist langjährigen Besuchern und ihrer ehrenamtlichen Arbeit zu verdanken.

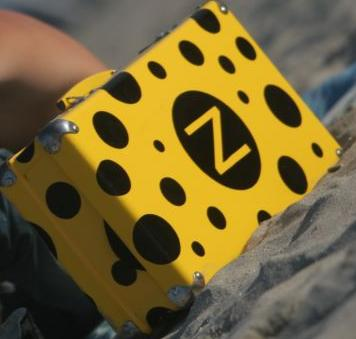
Gelber Koffer mit KaZantip-Symbol

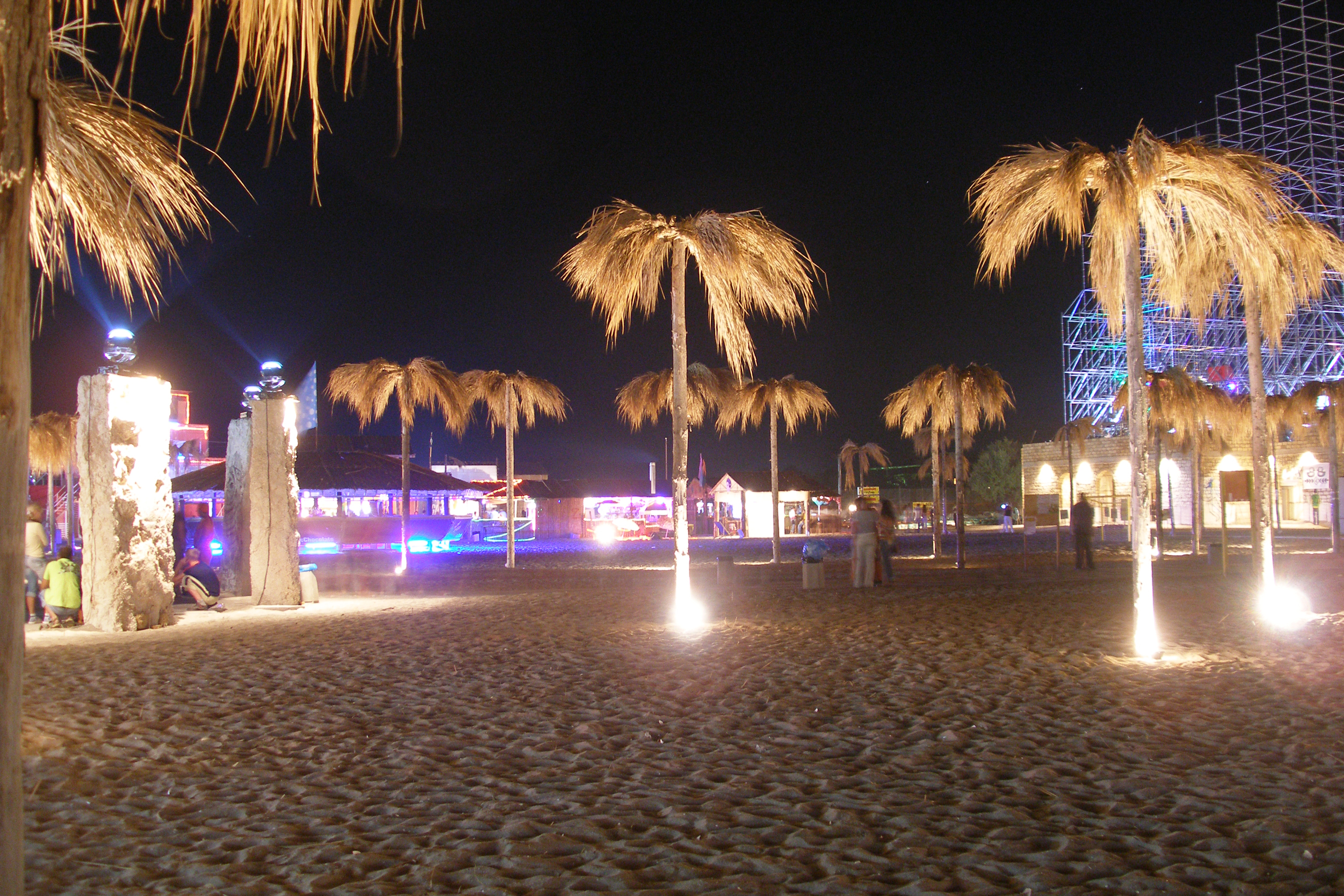
Palmen am Strand

## Der gelbe Koffer
Der gelbe Koffer war eines der Hauptsymbole der „Republik KaZantip“. Im Laufe der ersten Jahre kristallisierten sich bestimmte Regeln für seine Gestaltung und sein Aussehen heraus, die auf der offiziellen Internetpräsenz aufgelistet waren. Solche Koffer, die den Regeln entsprachen und deren Anmeldung akzeptiert wurde, gewährten ihren Besitzern einen unbeschränkten und kostenfreien Eintritt auf das Festivalgelände. Der Antrag zur Anmeldung musste jedoch jedes Jahr in einem auf der offiziellen Internetpräsenz angegebenen Zeitraum gestellt werden.